# Biheko
Biheko (Den som bär alla på sin rygg) är i mytologin hos Kigastammen i Liganda i Afrika namnet på det högsta väsendet.
Namnet härstammar från det afrikanska sättet att bära ett barn vilket frammanar bilden av ett kvinnligt väsen. Möjligen kan Biheko ses som en modersgudinna.